# Pfarrkirche Opponitz

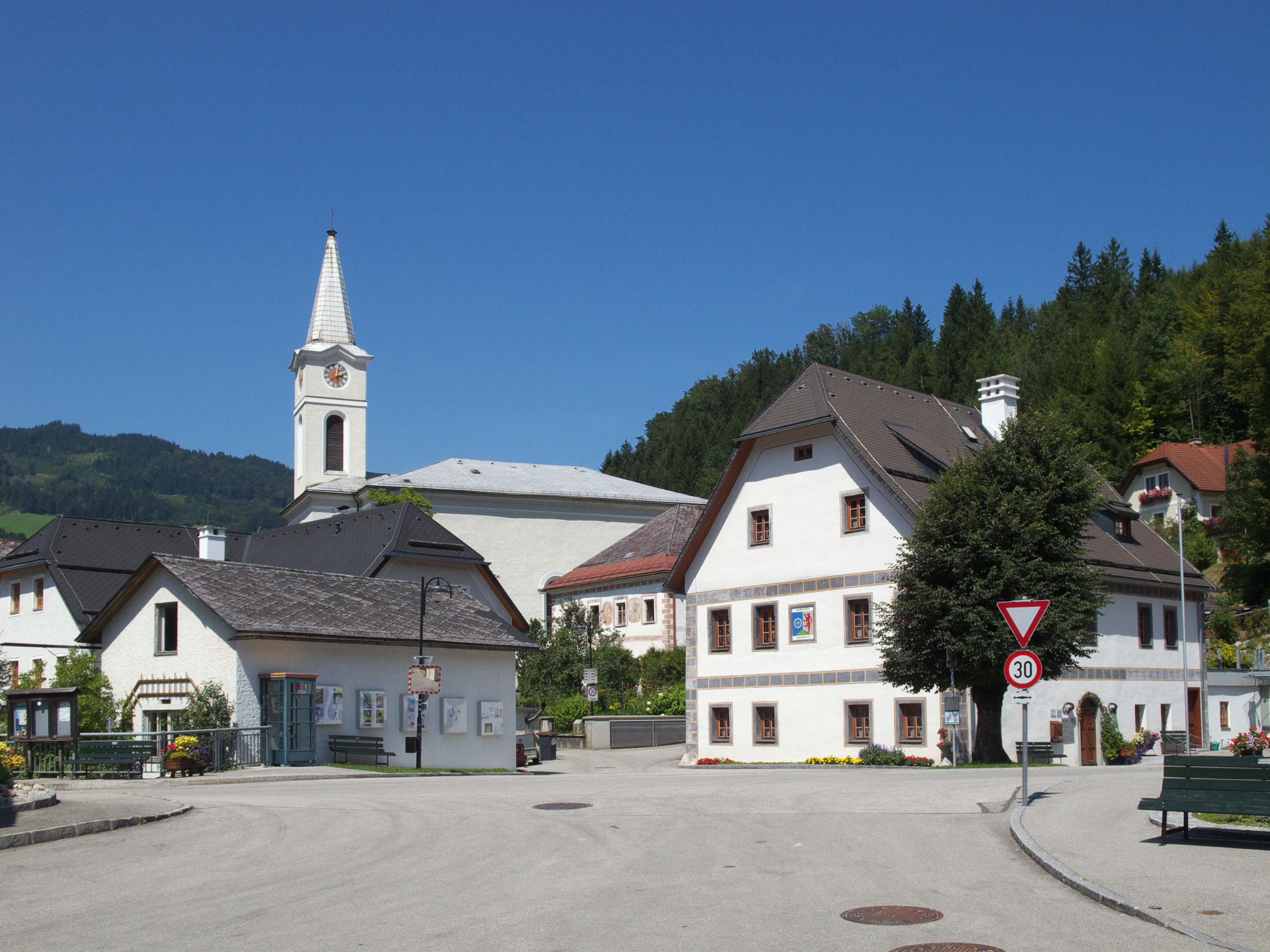
Katholische Pfarrkirche hl. Kunigunde in Opponitz

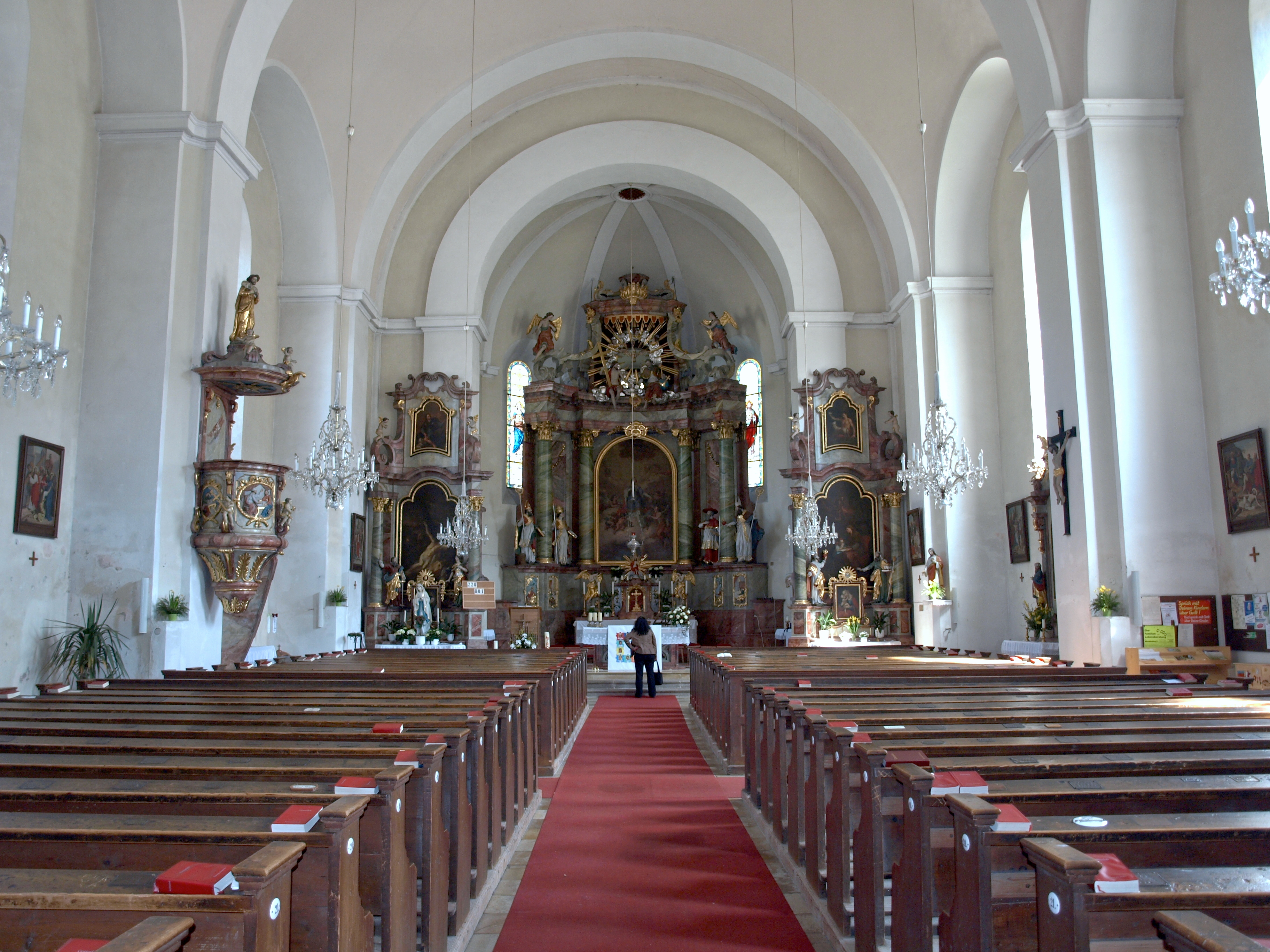
Langhaus, Blick zum Chor

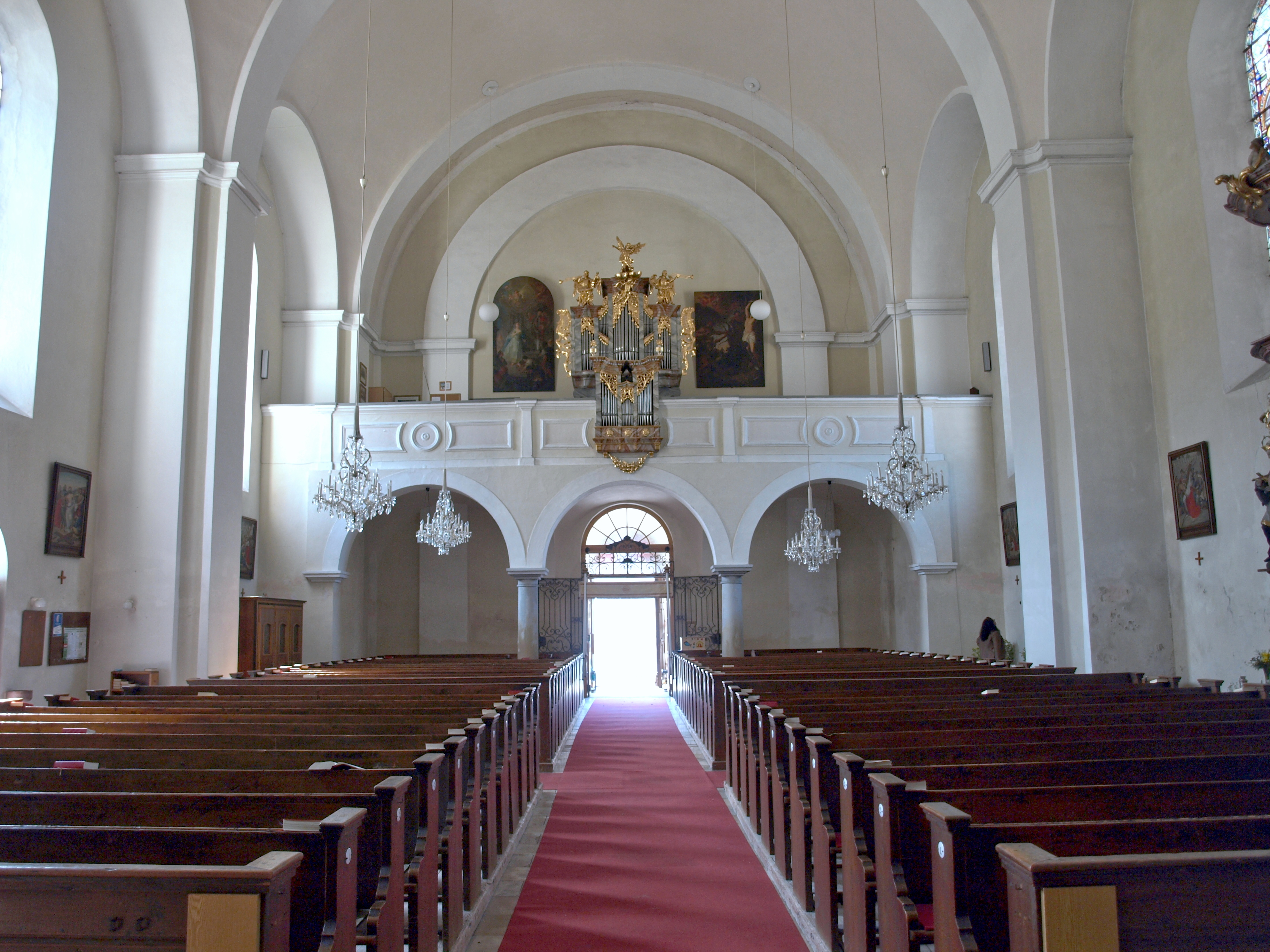
Langhaus, Blick zur Orgelempore

Die Pfarrkirche Opponitz steht am nördlichen Ortsende in der Gemeinde Opponitz im Bezirk Amstetten in Niederösterreich. Die dem Patrozinium hl. Kunigunde von Luxemburg unterstellte römisch-katholische Pfarrkirche gehört zum Dekanat Waidhofen an der Ybbs der Diözese St. Pölten. Die Kirche steht unter Denkmalschutz (Listeneintrag).

## Geschichte
Urkundlich war der Ort im 11. Jahrhundert im Pfarrgebiet der Pfarrkirche Aschbach-Markt, 1267 eine Filiale der Pfarrkirche Hollenstein an der Ybbs, und 1332 als Pfarre dem Bistum Passau inkorporiert. 1523 bis 1628 war die Pfarre protestantisch. Bis 1784 war der Ort die einzige Pfarre der Herrschaft Gleiß. Die neue Kirche wurde 1860 konsekriert. 1900 war eine Restaurierung.
Der Kirchenneubau erfolgte durch den Maurermeister Brandtner aus Waidhofen nach dem Vorbild der Johannes-Nepomuk-Kirche in Wien.

## Architektur
Die neobarocke/neoklassizistische Wandpfeilerkirche mit einem westlichen Fassadenturm ist teilweise von einem ummauerten Friedhof umgeben.

## Ausstattung
Der Hochaltar wurde aus der Pfarrkirche Waidhofen an der Ybbs hierher übertragen, das einschwingende Säulenretabel aus 1750/1760 über einer hohen Sockelzone hat oben ein zweistufiges Gebälk und einen vierarmigen Volutenbaldachin, das Altarblatt hl. Kunigunde malte August Bauer 1854, im Sockel sind vier gerahmte Reliefbilder mit Evangelisten, die Statuen aus 1750/1760 sind die Dreifaltigkeit mit adorierenden Engeln im Auszug und die vier Kirchenväter.
Die zwei Seitenaltäre als Wandretabel um 1760 mit schräg vorgestellten Säulen und großem Volutenauszug zeigen Bilder von Martin Johann Schmidt 1762, links Martyrium des hl. Sebastian, Auszugsbild hl. Rochus und Tabernakelbild hl. Johannes Nepomuk, rechts Unterweisung Mariä und Oberbild hl. Johannes der Täufer. Die Seitenaltäre tragen Statuen, links hl. Petrus und Katharina um 1760, rechts hl. Josef und Joachim aus dem dritten Viertel des 18. Jahrhunderts.
Die Orgel aus 1870 als Brüstungspositiv von Peter Hötzl 1792 wurde durch eine einmanualige barocke Orgel aus der Pfarrkirche Neuhofen an der Ybbs erweitert. Eine Glocke nennt 1507.